# Job for a Cowboy
Job for a Cowboy es una banda estadounidense de death metal progresivo formada en Glendale, Arizona en 2003.
Lanzaron su primer EP, Doom en 2005, y más tarde ese mismo año firmó con Metal Blade Records. Su álbum debut oficial, Genesis, fue lanzado en 2007, alcanzando un máximo de # 54 en el Billboard 200 y vendiendo de 13 000 copias en su primera semana.
Job for a Cowboy comenzó como un grupo de deathcore con elementos de grindcore, y evolucionó hasta convertirse en un sonido muy complejizado y completamente death metal con su quinto disco. Sus influencias son bandas como Decapitated, Hate Eternal, Mastodon, Nile, Deicide y The End. Han sido definidos por The New York Times como "una banda de Arizona con un gutural, de fuerza bruta descendientes del sonido (indirectamente) del hardcore punk" y "simple acto brutal" por la revista Rolling Stone.
La banda ha tocado en varios festivales, incluyendo Download Festival, Sounds of the Underground y Wacken Open Air. Los actuales miembros de la banda son el vocalista Jonny Davy, los guitarristas Al Glassman y Tony Sannicandro, y el bajista Nick Schendzielos.

## Historia

### Formación yDoom(2003-2006)
Job for a Cowboy se formó en Glendale, Arizona, en diciembre de 2003. El grupo fue fundado por el vocalista Jonny Davy, los guitarristas Ravi Bhadriraju y Andrew Arcurio, el bajista Chad Staples, y el batería Andy Rysdam. En 2004, crearon un perfil de MySpace, donde subieron canciones y comenzaron a conectarse con varios aficionados alrededor del mundo. Las canciones compartidas; "Dead Stale Endings", "What We Once Called Home" y "Day in Black" pertenecen al que sería su primer demo, el cual cargaba consigo un particular estilo metalcore. Ese mismo año, Staples y Rysdam dejan Job for a Cowboy y fueron sustituidos por Brent Riggs y Elliott Sellers, respectivamente, como el bajista y el baterista. el tráfico al perfil de la banda en MySpace aumentado de manera exponencial a fines de 2005, cuando la banda lanzó su primer EP, titulado Doom. El EP llamó la atención del sello independiente de Arizona King of the Monsters, que distribuyó el disco después de un primer autoliberado presionando por la banda.

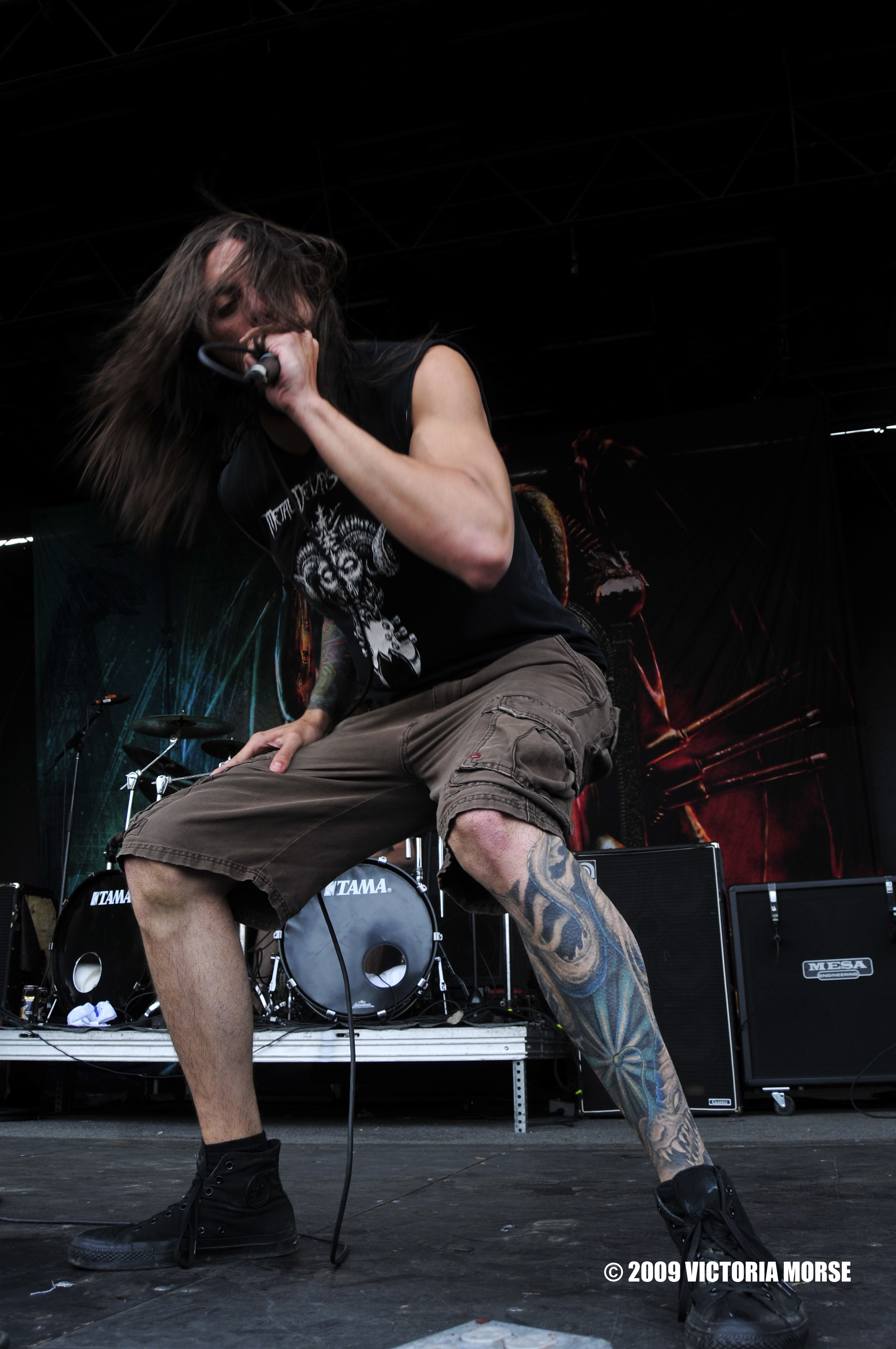
Jonny Davy vocalista de la banda en el Mayhem Festival 2009, Hartford.

Job for a Cowboy promocionó de forma amplia su primer EP, principalmente con tres presentaciones en la gira Sounds of the Underground. A finales de año, la banda comenzó a ser gestionada de forma profesional y obtuvieron un contrato con Metal Blade Records, con la cual relanzaron el EP Doom con una pista adicional. En el año 2006, Arcurio deja la banda para ser reemplazado por Bobby Thompson. Si bien ya se encontraban escribiendo material para su primer álbum, Sellers anunció su salida para retomar sus estudios, todo esto después de la grabación del álbum. En busca de un baterista fijo, la banda emitió un anuncio en Blabbermouth.net, el cual fue visto por Jon "The Charn" Rice. Para la audición se grabó a sí mismo tocando, lo publicó en YouTube y envió el enlace a la banda. Poco después, Rice fue anunciado como el nuevo baterista.

### Genesis(2007-2008)
En marzo de 2007, Job for a Cowboy ya había completado su álbum debut de larga duración, llamado Genesis. El álbum fue grabado en los estudios Blue Light Audio Media en Phoenix, Arizona, con el productor Cory Spotts. Fue mezclado por el guitarrista de Sabbat, Andy Sneap, y fue lanzado el 15 de mayo. el álbum debutó el puesto # 54 en el Billboard 200 y vendió cerca de 13 000 copias en su primera semana, lo que hizo a Genesis el debut más vendido de heavy metal desde el álbum debut de Slipknot de 1999. El álbum recibió críticas generalmente positivas, con Kerrang! la revista diciendo: "un álbum que literalmente borra todos los demás que actualmente residen en la muerte y en moler las escenas" y "una de las compras del año de metal más esencial". 
En junio de 2007, la banda tocó en el Download Festival en Donington Park, Inglaterra. El grupo también compartió escenario con Amon Amarth, Chimaira, Gwar, y Shadows Fall. En octubre, Job for a Cowboy co-encabezó el tour del 2007 el Radio Rebellion Tour, haciendo equipo con Behemoth, Gojira y Beneath the Massacre. La banda apareció en el Gigantour del 2008, como cabezas de cartel con Megadeth, Children of Bodom, In Flames y High on Fire. Además, han sido confirmados para una serie de festivales durante el año 2008, incluyendo el Wacken Open Air en Alemania y una segunda presentación en el Download Festival de Inglaterra. Job for a Cowboy se ha embarcado en una gira por los Estados Unidos como cabeza de cartel en noviembre y diciembre de 2008 con actos de apoyo para Hate Eternal y etc. A finales de 2008 el guitarrista Ravi Bhadriraju de Job for a Cowboy dejó la banda porque quería volver a la escuela porque quería seguir una carrera más gratificante en el campo de la medicina, en sus palabras "reinventar el marcapasos", fue reemplazado por el exguitarrista de Despised Icon, Al Glassman.

### RuinationyGloom(2009–2011)
El 1 de mayo de 2009, la banda anunció que Ruination, en los estudios de AudioHammer en Sanford, Florida con el productor Jason Suecof. El álbum marcó el debut del baterista Jon "The Charn" Rice y del guitarrista al Glassman, quien en realidad ya habían estado en la banda desde la gira de Genesis. Ruination salió a la venta el 7 de julio del 2009 en todo el mundo a través de Metal Blade Records. El álbum vendió alrededor de 10.600 copias en los Estados Unidos en su primera semana de lanzamiento y debutó en la posición N°42 en el Billboard 200. Job for a Cowboy se presentó en la segunda edición del Mayhem Festival, tocando en el escenario Hot Topic, junto con bandas como Cannibal Corpse y Whitechapel.
A principios de 2011, la banda comenzó a trabajar en un EP, que fue grabado en febrero en los estudios Audiohammer en Sanford, Florida con el productor Jason Suecof. Justo antes de comenzar el proceso de grabación, el bajista Brent Riggs y el guitarrista Bobby Thompson abandonaron la banda y fueron reemplazados por Nick Schendzielos de Cephalic Carnage y Sannicandro Tony, respectivamente. El 13 de abril del 2011, apareció un video en Internet del baterista Jon Rice realizando una nueva canción en el estudio. Job for a Cowboy publicó su nuevo EP el 7 de junio de 2011, titulado Gloom, que sólo está disponible para compra a través de pedidos por correo y descarga digital.

### Demonocracy(2012)  Sun Eater e incidente con su furgoneta (2014 )
Job for a Cowboy han entrado en los estudios AudioHammer para empezar a grabar su siguiente LP, que será titulado Demonocracy. El grupo está trabajando con el equipo de producción de Jason Suecof, Eyal Levi de Daath, y Miller Ronn en el álbum.
El 21 de febrero de 2012, Job for a Cowboy lanzó el primer sencillo de su nuevo álbum, titulado Nourishment Through Bloodshed, publicado a través del canal de Youtube de Metal Blade Records. También se anunció que será publicado el 10 de abril del 2012.
La portada fue diseñada por Brent Elliott White.
El 21 de octubre del 2013, la banda anunció, a través de su página de Facebook, que estaban trabajando  su cuarto álbum de larga duración. En 2014 sacan su cuarto álbum de larga duración, de nombre Sun Eater. Un incidente que impidió que la banda hiciera el tour fue cuando iban en su furgoneta y se estrellaron, la furgoneta se incendió y perdieron todo el equipo, por fortuna ningún miembro sufrió daños. Tiempo después pudieron reanudar su gira de conciertos.

### The Agony Seeping Storm y actualidad de la banda
Tras casi una década de no sacar material nuevo y centrarse en dar conciertos, el 29 de agosto del 2023 la banda publicó The Agony Seeping Storm junto con un videoclip, como canción sencillo para su quinto disco el cual titularon Moon Healer, luego sacaron otros tres sencillos los cuales fueron Beyond the Chemical Doorway, Into the Crystalline Crypts y The Forever Rot. Finalmente el álbum fue lanzado el 23 de febrero  de este 2024, es un álbum conceptual siguiendo la línea de su álbum predecesor Sun Eater, recibiendo críticas positivas en general tras su regreso al estudio de grabación y las giras.

## Estilo musical
Job for a Cowboy comenzó como un grupo de Deathcore, y evolucionó hacia un sonido predominantemente de Death metal a partir de su álbum debut Genesis, después del cual abandonaría el estilo deathcore para enfocarse en un death metal técnico, notable en sus álbumes Ruination y Demonocracy, y en Sun Eater probarían suerte enfocándose hacia el death metal progresivo. Han sido descritos por New York Times como "una banda de Arizona con un gutural particular y una fuerza bruta provenientes (indirectamente) del hardcore punk".
A principios de su carrera, como se muestra en Entombment of a Machine predominan los Pig Squeal, técnica vocal utilizado predominantemente en algunas bandas de grindcore y deathcore.

## Miembros

### Miembros actuales
- Jonny Davy - Voz (2003–presente)
- Al Glassman - Guitarra rítmica (Ex-Despised Icon) (2008–presente)
- Tony Sannicandro – Guitarra solista (2011–presente)
- Nick Schendzielos - Bajo (Ex-Abigail Williams) (2011-presente)
- Chad Cortez - Batería (2018-presente)

### Antiguos miembros
- Danny Walker – Batería (2013–2014)
- Andrew Arcurio - Guitarra solista (2003–2006)
- Elliott Sellers - Batería (2004–2006)
- Chad Staples - Bajo (2003-2004)
- Andy Rysdam - Batería (2003-2004)
- Ravi Bhadriraju – Guitarra rítmica (2003–2008)
- Jordan Agnew - Guitarra (2003-2004)
- Dillon Wachter - Guitarra (2006)
- Bobby Thompson - Guitarra solista (2006–2011)
- Brent Riggs - Bajo (2004-2011)
- Jon "The Charn" Rice - Batería (2007–2013)

## Discografía

### Álbumes de estudio
- Genesis (15 de mayo del 2007)
- Ruination (7 de julio del 2009)
- Demonocracy (10 de abril del 2012)
- Sun Eater (11 de noviembre del 2014)
- Moon Healer (23 de febrero del 2024)

### EP
- Doom (2005)
- Live Ruination (2010)
- Gloom (2011)

### Demos
- Demo '04 (2004)

## Videografía
| Título                      | Año  | Director         | Del álbum   |
| --------------------------- | ---- | ---------------- | ----------- |
| Entombment of a Machine     | 2006 | Richie Valdez    | Doom        |
| Embedded                    | 2007 | Popcore          | Genesis     |
| Altered from Catechization  | 2008 | Doug Spangenberg | Genesis     |
| Unfurling a Darkened Gospel | 2009 | Doug Spangenberg | Ruination   |
| Ruination                   | 2010 | Kevin McVey      | Ruination   |
| Tarnished Gluttony          | 2012 | Michael Panduro  | Demonocracy |